# Sonya Mitchell
Sonya Mitchell-Rebecchi (apellido de soltera: Mitchell) es un personaje ficticio de la serie de televisión australiana Neighbours, interpretada por la actriz australiana Eve Morey del 14 de agosto de 2009 hasta el 5 de marzo del 2019.

## Biografía
Sonya apareció por primera vez en Erinsborough cuando llegó para ayudar a progresar al perro de Toadfish Rebecchi y Callum Jones, Rocky. Poco después comenzó una relación con Toadie.
Sin embargo poco después de que Stephanie Scully se acostara con el esposo de su mejor amiga y se enterara de que estaba esperando un hijo de él, le cuenta todo a Toadie y ambos deciden casarse para que los demás residentes crean que el hijo de Steph es de Toadie. Sonya y Lucas Fitzgerald se sienten traicionados y se alejan de Steph y Toadie. Poco después Sonya y Lucas se vuelven buenos amigos.
Al no soportar la situación Sonya decide irse de Erinsborough, sin embargo antes de hacerlo Steph habla con ella y le cuenta toda la verdad acerca de su embarazo, que el verdadero padre de su bebé es Dan Fitzgerald, que la boda es una farsa y que Toadie la sigue amando, por lo que Sonya decide quedarse. 
El día de la boda durante la recepción Libby Kennedy ve a Toadie besando a Sonya y le dice todo a Steph, quien le dice que Toadie ya se lo había dicho para intentar que Libby dejara de cuestionarlos y descubriera la verdad. Aunque al inicio a Sonya se le hace difícil esconder la farsa de Steph, todo termina cuando gracias a Paul Robinson todos se enteran de la verdad. 
Después de que Toadie se separara de Steph, él y Sonya retoman su relación. Cuando Callum se ganá dos boletos para un crucero se los da a Toadie y a Sonya quienes se van de vacaciones, durante el ambos se encuentran con el exnovio de Sonya, Eli Baker. Cuando Toadie le pregunta a Sonya durante cuanto tiempo salió con él ella le dice que por seis meses.
En el 2011 con la llegada de su hermana menor Jade Mitchell, Sonya comienza a temer que su hermana revele un secreto que ha estado guardando durante mucho tiempo, poco después Jade descubre que Sonya es la madre biológica de Callum. Sonya tuvo a Callum a los dieciséis años y su abuela se encargó de criarlo. Más tarde después de que Callum tiene un accidente y necesita una transfusión de sangre, Sonya se ve obligada a revelar que es su madre biológica, esto causa que Toadie se sienta traicionado y enojado termina su relación con Sonya. Sin embargo poco después regresa y Sonya construye una relación con Callum.
En el 2012 cuando su exnovio y padre biológico de Callum, Troy Miller regresa comienza a causar problemas para Toadie y Sonya exigiéndoles pasar tiempo con Callum, sin embargo ambos se niegan y Troy los amenaza con llevarlos a la corte, sin embargo Callum a escondidas de Toadie y Sonya va a visitar a Troy y le dice que el intentará construir una relación con él si Troy no los lleva a la corte, por lo que él acepta. Las cosas se ponen más tensas cuando Troy impide a Callum salir de su hogar, preocupadas Sonya y Jade van a ver que pasa y terminan siendo secuestradas por Troy, sin embargo los tres logran salir, mientras Troy las persigue cae y se golpea la cabeza con una caja de herramientas, por lo que es llevado al hospital, sin embargo se escapa y va a buscar a Callum pero Priya, Sonya y Toadie se lo impiden. Cuando Troy ve que la policía se acerca intenta huir pero se desvanece en el volante y muere, poco después se enteran de que su muerte se debió al golpe que había sufrido días antes con la caja de herramientas.
Después de varios intentos porque Sonya quedara embarazada ella y Toadie se dan por vencidos y deciden dejar de intentarlo, poco después la pareja descubre que Sonya está embarazada, después de platicar acerca de que apellido tendría el bebé cuando naciera llegaron a la conclusión que sería Rebecchi. Más tarde cuando el doctor Karl Kennedy les pregunta durante un ultrasonido si quieren saber el sexo del bebé Sonya dice que no y Toadie que sí, por lo que Toadie intenta con varias técnicas para descubrir el sexo del bebé y termina creyendo que tendrían un niño, toda lo situación desespera a Sonya quien decide llevarlo con Karl para que les diga el sexo del bebé, finalmente Sonya y Toadie se enteran de que están esperando una niña y los dos quedan encantados. Más tarde cuando Sonya encuentra una foto de Nell Mangel decide que llamará a su hija "Nell", poco después Vanessa Villante le dice que su bebé es niña también la llamará Nell. Después de hablar con Alex Delpy, su entrenador de trabajo de parto Sonya decide que dará a luz a su hija en casa y bajo agua.
Poco después Toadie le pide matrimonio a Sonya y ella acepta. Sonya comienza su labor de parto y Alex va a ayudar a Sonya y a Toadie. Alex sin éxito trata de calmar a Toadie, quien le dice que no está cómodo con la idea de que Sonya tenga a su bebé en casa, Alex le dice que lo apoyará pero solo si Sonya lo acepta. Cuando ambos le dicen la idea Sonya esta se molesta, pero cuando su bolsa de agua se rompe Sonya comienza a preocuparse cuando se da cuenta de que hay meconio en el líquido amniótico, por lo que Alex le dice que tiene que ir al hospital inmediatamente lo que deja tanto a Sonya como a Toadie preocupados.
En el hospital la pareja le da la bienvenida a su hija Nell Rebecchi después de que Sonya fuera sometida a una cesárea, horas después las cosas parecen ir bien pero Toadie descubre a Sonya inconsciente en su cama y rápidamente Karl la lleva a la sala de operaciones donde es intervenida quirúrgicamente, poco después se recupera y regresa a su hogar con Toadie, Callum y Nell.
El 5 de marzo del 2019 Sonya murió en los brazos de Toadie, luego de perder su batalla contra el cáncer.